# Johann Georg Ebeling

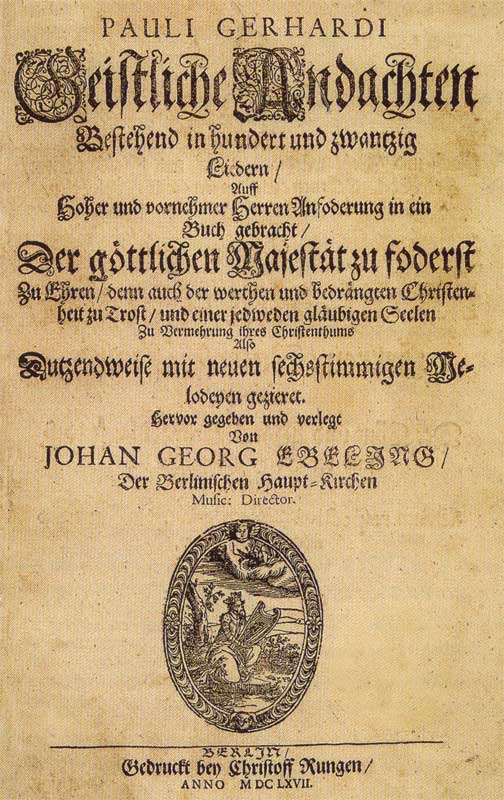
Strona tytułowa Pauli Gerhardi Geistliche Andachten z muzyką Ebelinga 1667

Johann Georg Ebeling (ur. 8 lipca 1637 w Lüneburgu, zm. 4 grudnia 1676 w Szczecinie) – niemiecki kompozytor epoki baroku.

## Życiorys
Urodził się w Lüneburgu jako syn drukarza, Georga Ebelinga i Anny z domu Lüdeckens. W rodzinnym mieście uczęszczał do Gymnasium Johanneum, które ukończył w wieku 21 lat. Równocześnie poświęcał się pracy muzyka. W 1658 roku wyjechał do Helmstedt, aby studiować teologię. Dzięki wsparciu księcia Chrystiana Ludwika mógł zgłębiać także wiedzę muzyczną w hamburskim Collegium Musicum. W roku 1660 został powołany na stanowisko muzyka w Hamburgu, a w 1662 r. przejął funkcję kantora przy berlińskim Nikolaikirche po śmierci Johanna Crügera. Zaprzyjaźnił się tam z poetą i pastorem, autorem tekstów pieśni religijnych, Paulem Gerhardtem. W 1668 r. otrzymał propozycję przejęcia kantoratu w Szczecinie. Ponieważ szczecińskie Pedagogium zostało przekształcone w królewskie Gymnasium Carolinum, Ebeling zgodził się i przyjął stanowisko dyrektora muzycznego i kantora oraz profesora greki. W Szczecinie pozostał do końca życia.

## Twórczość
Ebeling był przede wszystkim autorem wielu pieśni ewangelickich – szczególnie cenione były jego utwory do poetyckich tekstów Paula Gerhardta. Mawiano, że jest drugim po Johannie Crügerze najsławniejszym kompozytorem piszącym do tekstów Gerhardta. Komponował również kantaty.

## Literatura
- Kompozytorzy szczecińscy, tom I, pod red. Eugeniusza Kusa, Mikołaja Szczęsnego i Edwarda Włodarczyka, Szczecin 2003, ISBN 83-916790-4-7, s. 102–108